# Arroyo de Fierro
Arroyo de Fierro es una localidad del municipio de Martínez de la Torre, ubicado en la región nautla del estado mexicano de Veracruz.

## Geografía
La localidad se ubica a 10.6 kilómetros (en dirección noreste) de la localidad de Martínez de la Torre, la cabecera y lugar más poblado del municipio. Se sitúa en las coordenadas geográficas 19°59′06″N 97°00′21″O / 19.985000, -97.005833, a una elevación de 178 metros sobre el nivel del mar.

## Demografía
Según el Conteo de Población y Vivienda 2020, efectuado por el Instituto Nacional de Estadística y Geografía, la localidad tiene 391 habitantes, de los cuales 190 son del sexo masculino y 201 del sexo femenino. Su tasa de fecundidad es de 2.52 hijos por mujer y tiene 108 viviendas particulares habitadas.
| Gráfica de evolución demográfica de Arroyo de Fierro entre 1960 y 2020 |
|                                                                        |
| INEGI.                                                                 |